# Koćura
Koćura es un pueblo ubicado en el territorio de Vranje, en el distrito de Pčinja, Serbia.

## Superficie
Posee una superficie de 17,93 kilómetros cuadrados.

## Demografía
Hasta 2011 la población era de 121 habitantes, con una densidad de población de 6,748 habitantes por kilómetro cuadrado.